# Aqueduc de Tarragone
L'aqueduc de Tarragone (aussi appelé aqueduc de las Ferreres ou Pont du Diable) est un aqueduc situé en bordure de la ville de Tarragone en Espagne. Il date du Ier siècle : la décision de sa construction est attribuée à Auguste ; son état de conservation est remarquable.

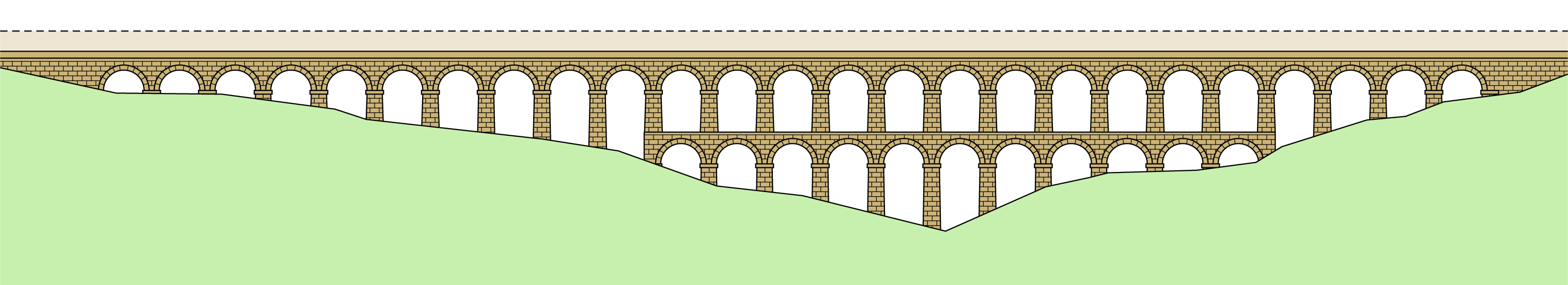
Schéma de l'aqueduc.

On y accède en traversant un parc boisé, à droite de la route de Valls. Il enjambe une vallée de ses deux rangées d'arches de pierres. Il alimentait en eau potable la grande ville romaine voisine de Tarragone. On peut descendre au pied pour prendre un peu de recul et admirer cette petite copie du pont du Gard ou bien on peut monter dans la conduite de l'eau et ainsi traverser, sur plus de 200 mètres, la vallée par le sommet du monument. Il a été longtemps surnommé le « pont du Diable » ou pont des Forgerons.

## Histoire
Bien que l'on ne connaisse la date exacte de la construction de l'aqueduc, il semble probable qu'il date du Ier siècle, à l'époque de l'empereur Auguste, qui coïncide avec le 
développement de Tarraco qui voit l'urbanisation de la partie haute de la cité, alors siège du Concilium provinciae d'Hispanie citérieure.
L'aqueduc a fonctionné jusqu'à la fin du Moyen Âge. Il a été restauré au Xe siècle — sous le règne du calife Abd al-Rahman III de Cordoue — et une autre fois au XVIIIe siècle. Durant les XIXe et XXe siècles, on a effectué divers travaux de conservation pour réparer les détériorations du monument.
En 1905, il a été déclaré Bé Cultural d'Interès Nacional et en 2000, il a été classé au patrimoine mondial de l'UNESCO comme faisant partie de l'ensemble archéologique de Tarragone, sous l'identification 875-009. Après l'acquisition du terrain par la municipalité de Tarragone, le «Parc Ecohistòric del Pont del Diable» a été inauguré en 2005 afin de protéger tant le monument que son cadre naturel.
Entre 2009 et octobre 2011 a été effectué un travail de restauration de la corniche supérieure et du mur supérieur pour permettre le passage de l'eau par le canal de la partie supérieure.

## Parcours
Le captage de l'eau de la rivière Francolí (es) est fait au moyen d'une retenue dans un endroit appelé Torre del Comte, situé entre les villages de El Rourell et Perafort à environ 15 km de Tarragone. À partir de là, l'eau est amenée par un canal vers Tarraco, d'abord parallèlement à la rivière et à partir du pont de Codony, le canal suit les courbes de niveau en profitant des pentes naturelles du terrain pour arriver au  barranc dels Arcs qu'il franchit au moyen du fameux pont aqueduc. Sur la partie sud du barranc, le canal suit l'ancien chemin de l'Àngel et entre dans la cité par l'avenue de Catalogne où l'eau était recueillie et épurée dans un grand dispositif, appelé castellum aquae (nom latin pour château d'eau) et après était distribuée par un réseau de tuyaux de plomb dans la zone résidentielle de Tarraco.

## Construction
Toute la structure du pont est construite en opus quadratum, blocs de pierre régulièrement taillés en forme de parallélépipèdes (taille rustiquée) et disposés sans mortier, à joints secs. Le canal qui conduit l'eau a été construit en opus signinum, avec un mortier imperméable à base de chaux et de poudre de tuileaux. La pierre utilisée a été tirée d'une carrière située dans une colline proche du monument, appelée coves de la Pedrera.

## Cinéma
Le pont apparait dans le film La Lune et le téton (La Teta y la luna) de Bigas Luna tourné en 1994.

## Galerie

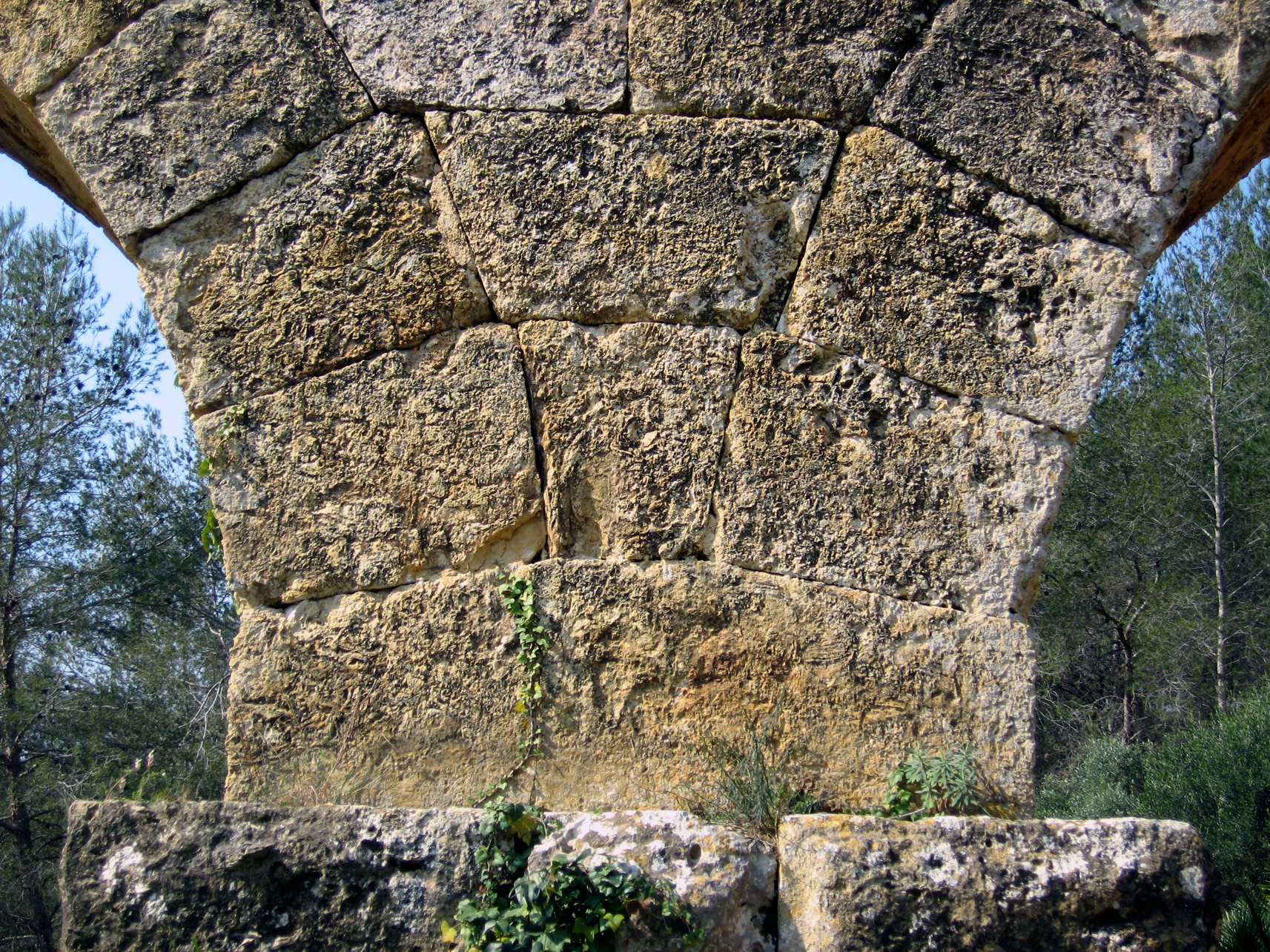
Détail de l'aqueduc
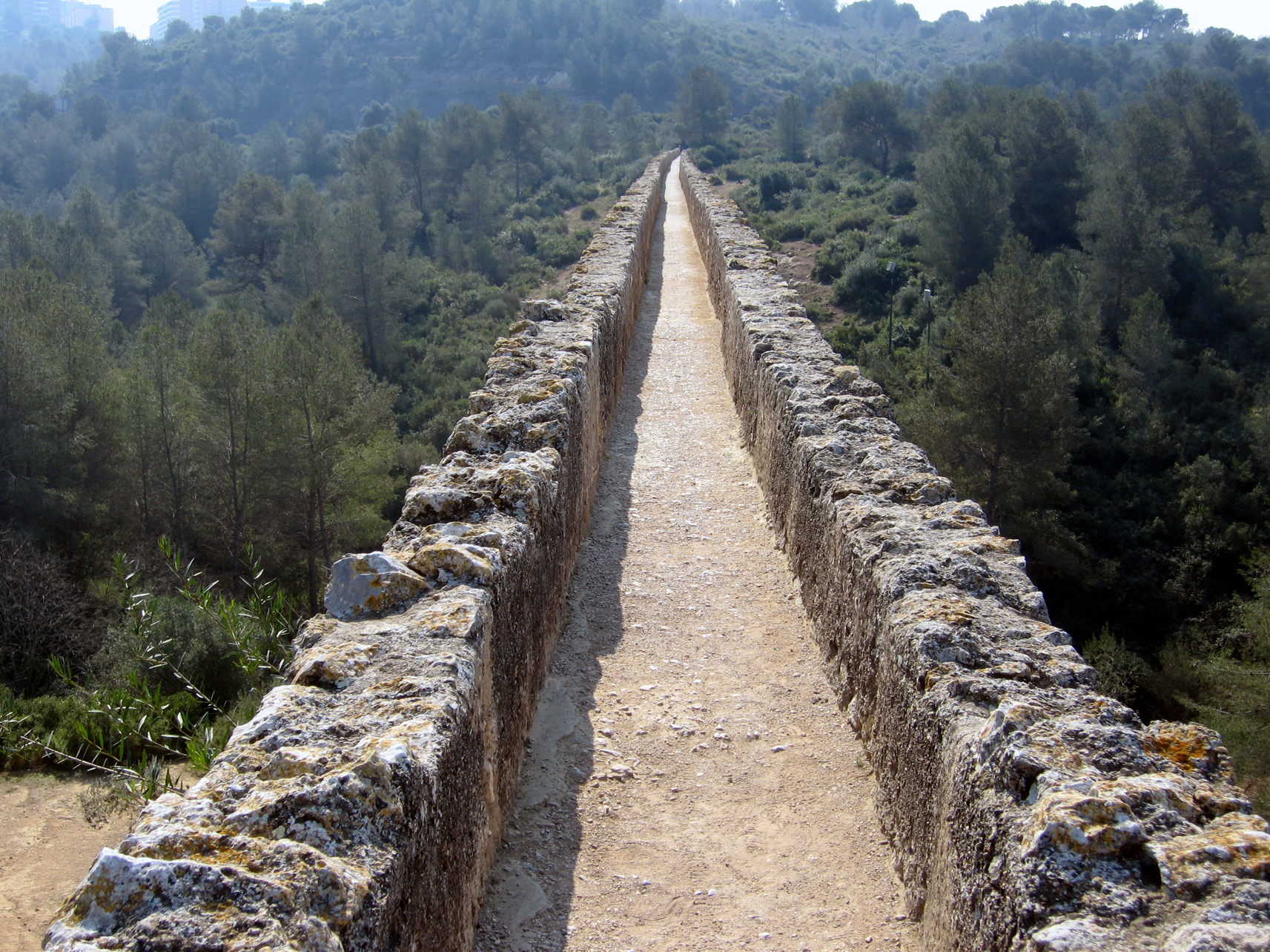
Détail du canal en haut de l'aqueduc
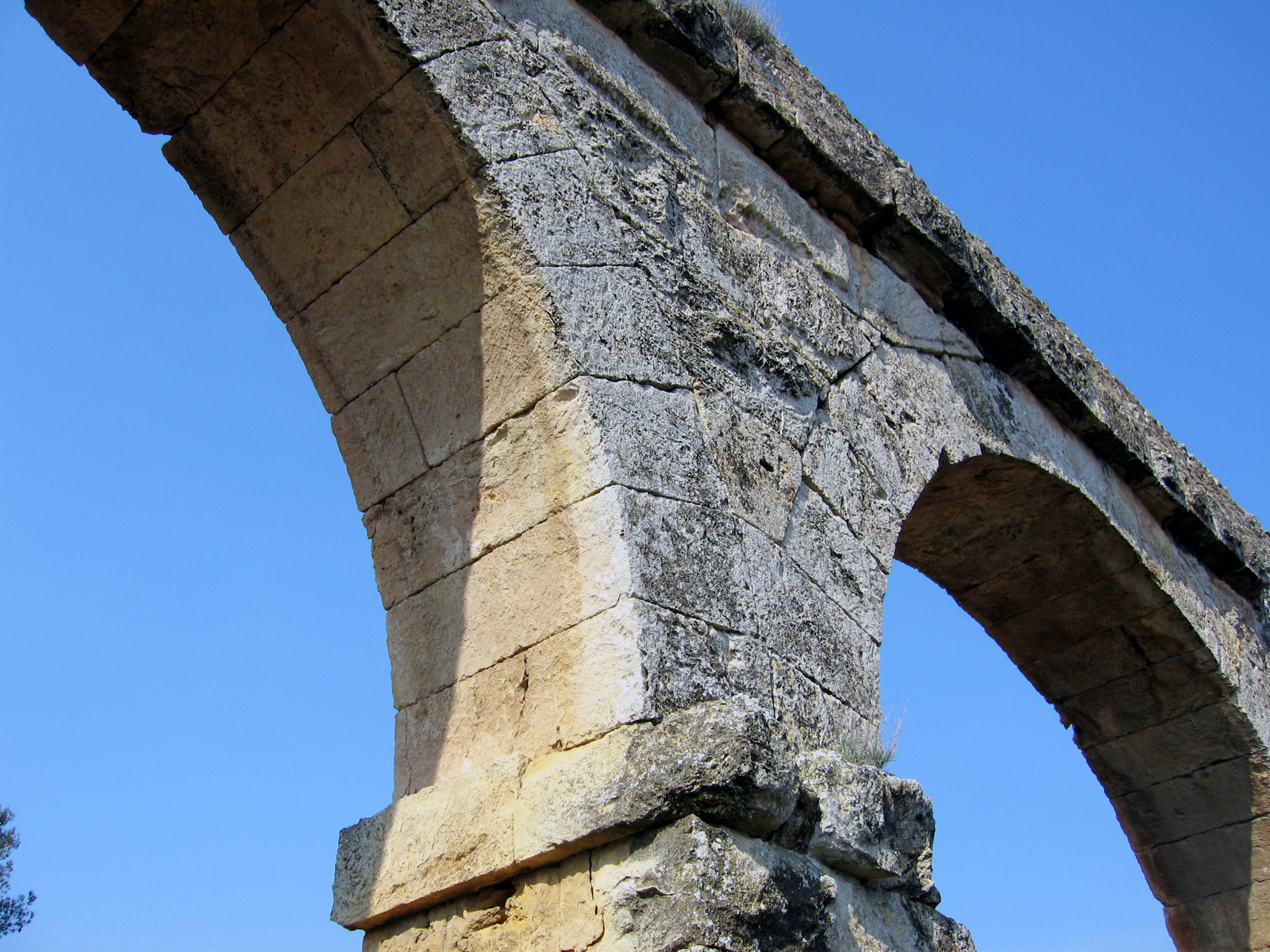
Détails d'une arche de l'aqueduc
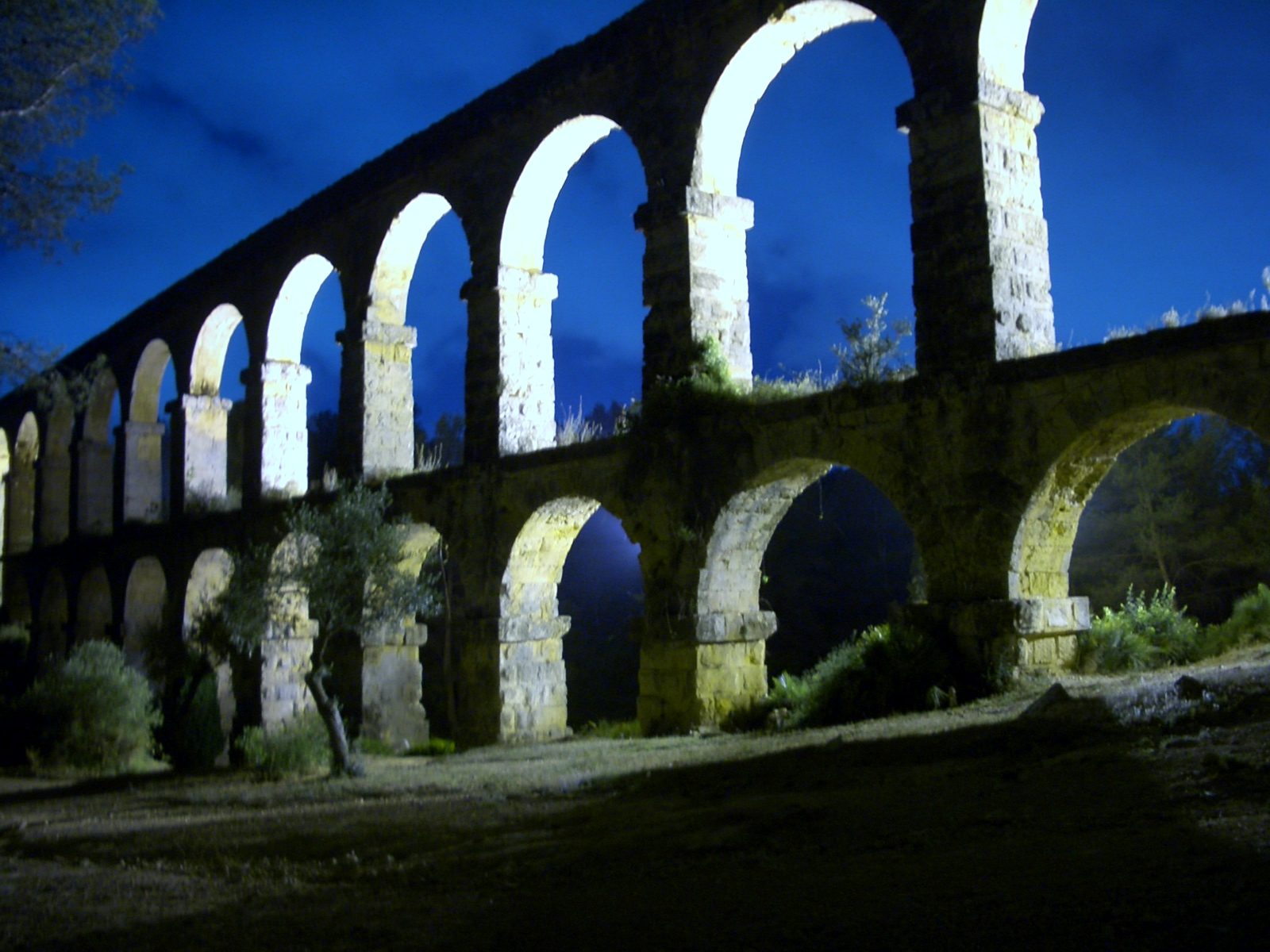
De nuit